# Mont Faron
O monte Faron (endotopónimo: Mont Faron em occitano) é uma cimeira calcárea que culmina a 584 metros e domina a cidade de Toulon, ao departamento francês do Var. Um teleférico, inaugurado em 1959, permite aceder à cimeira desde a cidade de Toulon. A cimeira, bastante plana, alberga um memorial do desembarque aliado em Provença (operação Anvil Dragoon) e um parque zoológico especializado nas crias de felinos.
A cimeira também é acessível por uma estrada de um único sentido (a subida se faz ao oeste da montanha e o descida pelo leste). Tanto a subida como o descida oferecem pontos de vista muito espectaculares sobre a vista de Toulon.

## Desporto
A cimeira do monte Faron é local habitual em diversas corridas ciclistas, como por exemplo a Paris-Nice ou o Tour do Mediterrâneo. A ascensão, desde Tolon, é de 5,5 quilómetros, em que se supera um desnível de 494 metros com um desnível médio do 9 % e trechos de até 11,4 %.